# Tombos
Tombos is een gemeente in de Braziliaanse deelstaat Minas Gerais. De gemeente telt 8.881 inwoners (schatting 2009).

## Aangrenzende gemeenten
De gemeente grenst aan Antônio Prado de Minas, Eugenópolis, Faria Lemos, Pedra Dourada en Porciúncula (RJ).